# 徐敬业之乱
徐敬业之乱，唐睿宗（武则天称制）光宅元年（684年）十月至十一月，唐朝英国公徐敬业（李敬业）等在扬州（治江都县，今江苏省扬州市）地区起兵反对皇太后武则天擅政的战争，武则天派左玉钤卫大将军李孝逸率军平定。
弘道元年（683年）十二月，唐高宗李治病逝，唐中宗李显继位。次年二月，武则天废中宗为庐陵王，更立豫王李旦为唐睿宗，但政事都由自己決定。武则天推行剪除异己之策，使唐宗室与亲唐臣僚人人自危。时因受贬的原故司空李勣之孙眉州刺史、英国公李敬业和其弟盩厔令李敬猷、给事中唐之奇、长安主簿骆宾王、詹事司直杜求仁及被罢御史职的魏思温会于扬州，各怀怨恨，于是密谋决定以复庐陵王为号召，讨伐武后，于光宅元年九月二十九日在扬州起兵。
谋主魏思温使其党羽监察御史薛仲璋（内史裴炎外甥）要求奉使江都（今江苏省扬州市），令其党羽韦超向薛仲璋密告扬州长史陈敬之谋反，薛仲璋收陈敬之下狱。数日后，李敬业乘传车而至，称扬州司马来上任，诡称奉密诏募兵讨伐谋反的高州（治今良德县，今广东省高州市东北）酋长冯子猷。于是打开府库，令士曹参军李宗臣至铸钱作坊，驱使囚徒、工匠，得数百人，授以铠甲，斩陈敬之于狱中，遂起扬州之兵，再称嗣圣元年。设匡复、英公、扬州大都督三府，李敬业自称匡复府上将，领扬州大都督，十日间得兵十余万。向州县发布骆宾王所作檄文，列举武后罪恶，又找相貌类似故太子李贤的人，伪称是遵照其号令举兵。楚州司马李崇福率领所部山阳、盐城、安宜（今江苏淮安、盐城、宝应）三县响应。盱眙刘行举不从，李敬业派其将尉迟昭前去攻打。
武后得知李敬业等起兵，即令刘行举为游击将军，其弟刘行实为楚州刺史，让其共同抗拒李敬业。十月初六，命左玉钤卫大将军李孝逸为扬州道行军大总管，将军李知十、马敬臣为副大总管，率军三十万，进讨李敬业。追削李敬业祖父李勣等官，掘墓开棺，恢复原姓徐氏。朝廷中内史裴炎，不主张急于征讨，并提出如果武后还政手中宗，则李敬业之乱，不讨自平。武后将裴炎下獄，随后处斩，以巩固其在宫廷中的权力。
面临武后大军来攻，魏思温向李敬业建议，应该率大众鼓行而进，直指洛阳，则天下知公志在勤王，定会四面响应。薛仲璋则以金陵（今南京市）有王气，且有长江天险为固，不如先取常、润（治今江苏常州市、镇江市）以定基业，然后北向以图中原。李敬业采取薛仲璋之策，令唐之奇率部守江都，李敬猷领五千人攻和州（治今安徽省和县），尉迟昭部攻盱眙，亲率主力南渡长江。李敬猷攻和州因被高子贡所率数百人抗拒，而不克，退还江都，尉迟昭部也被盱眙守军击退。李敬业軍过江后，于十月十四日攻陷润州，俘刺史李思文（徐思文）、司马刘延嗣。又斩杀援救润州的曲阿（今江苏丹阳）县令尹元贞。
李敬业听说李孝逸军将至，于是从润州回师，屯兵高邮下阿溪〔今安徽省天长县北白塔河）。令李敬猷率部进逼淮阴（今江苏淮阴西南），别将韦超、尉迟昭屯军都梁山（今江苏盱眙南），抵抗官军。李孝逸军至临准（今江苏盱眙西北淮水西岸），偏将雷仁智所率领先锋军与李敬业军交战不利，李孝逸害怕而不敢前进。经监军殿中侍御史魏元忠催促，才引军进击。十月十四日，马敬臣部击斩杀尉迟昭于都梁山。韦超部仍据险抗拒。十一月初四，武后又派左鹰扬卫大将军黑齿常之为江南道行军大总管，增援李孝逸。李孝逸采取魏元忠与度支使薛克杨先弱后强、各个击破的建议，率军攻击，首先击败韦超于都梁山，韦超夜逃，继而攻淮阴，李敬猷败逃，然后乘胜进通高邮，向李敬业主力进攻。十一月十三日，李敬业以精兵阻溪拒守，李孝逸派后（一说前）军总管苏孝祥率兵五千人，以小舟乘夜渡过溪水进击，被击败，苏孝祥战死，士卒溺死者过半。李孝逸令各军继续渡溪攻击，均被击退。李孝逸害怕，想要撤退。魏元忠与行军总管记刘知柔献策，顺风纵火，进行决战。当时李敬业列阵已久，士卒疲倦，阵形不整。李孝逸乘勢率军进击，顺风火攻，大败李敬业军，斩首七千余级，溺死者甚众。李敬业等轻騎入江都，携带妻子弃润州，欲入海逃奔高丽。李孝逸迅速进屯江都，令各将分道追击。十一月十八日，李敬业等逃至海陵（今江苏泰州）界，受风所阻，其部将王那相杀李敬业、李敬猷和骆宾王，投降官军，唐之奇、魏思温等均被获处斩，扬、润、楚（治今江苏淮安）三州平定。